# Цариградска конференция
Цариградската посланическа конференция е конференция на посланиците на Великите сили, акредитирани към Високата порта, провела се в периода 23 декември 1876 г. – 20 януари 1877 г. инициирана от Великобритания.

## Причини за конференцията
Поводите за провеждането на Цариградската конференция са въстанието в Босна и Херцеговина от 1875 г., Априлското въстание в България, както и последвалата война между Сърбия и Черна гора, от една страна и Османската империя, от друга. Подготовката на Русия за война кара британския премиер лорд Дизраели да се съгласи със свикването на посланическа конференция в османската столица.
В конференцията участват представителите на Великите сили:
- Обединено кралство Великобритания и Ирландия

лорд Солсбъри, специален пълномощен посланик
сър Хенри Елиът, посланик в Цариград
- Руска империя

граф Николай Игнатиев, посланик в Цариград
- Франция

граф Жан-Батист дьо Шодорди, специален пълномощен посланик
граф Франсоа дьо Бургоан, посланик в Цариград
- Германска империя

барон Карл фон Вертер, посланик в Цариград
- Австро-Унгарска империя

барон Хайнирх фон Каличе, специален пълномощен посланик
граф Ференц Зичи, посланик в Цариград
- Кралство Италия

граф Лодовико (Луиджи) Корти, посланик в Цариград.
Първоначално (от 30 ноември до 10 декември 1876 г.) маркиз Солсбъри и граф Игнатиев разговарят относно политическото устройство на българските земи и на Босна и Херцеговина. След това започват предварителните заседания на конференцията (11 – 22 декември) без османски представители.

## Проект за териториални промени в Западните Балкани
По време на предварителните заседания посланиците на великите сили излизат с общ план за решаването на проблемите в Западните Балкани и установяване на мир между Сърбия и Черна гора и Османската империя. Планът предвижда създаване на автономна област от Босна и по-голямата част на Херцеговина с един главен управител. Сърбия получава малка поправка на границата си, а Черна гора се разширява териториално в Южна Херцеговина и Северна Албания.

## Проект за териториални промени в българските земи
По отношение на българските земи участниците в конференцията предлагат различни решения.
В окончателния план на конференцията се налага британското предложение България да се раздели вертикално на две автономни области – Източна, с център Търново, и Западна – с център София. На заседанието на 8 януари 1877 г. маркиз Солсбъри заявява, че „в границите на тези две провинции, образуващи България, не влизат районите, в които не преобладава българско население, нито районите, които не са били изложени на лошата администрация, която даде възможност да се извършат зверствата от миналото лято.“
Източната българска автономна област включва санджаците Търновски, Русенски, Тулчански, Варненски, Сливенски, Пловдивски (без казите Султанери и Ахъчелеби в Родопите) и казите Кърклисийска (Лозенградска), Мустафапашовска (Свиленградска) и Казълагачка (Елховска) от Одринския санджак.
В Западната област влизат санджаците Софийски, Видински, Нишки, Скопски, Битолски, част от Серски и казите Струмишка, Велешка, Тиквешка и Костурска.
Така българските области са отдръпнати от Егейско море и извън тях остават Воденско, Кукушко и Дойранско, Западна Тракия, по-голямата част от Източна Тракия и по-голямата част от Родопите.
Аргументът, който британските представители Солсбъри и Елиът изтъкват за вертикалното разделяне на българските земи, е, че в Източната област живеят предимно турци и гърци и тя трябва да се управлява отделно.

## Органически устав на българските области
Пратениците на Великите сили изработват и проект за органически правилник за двете български области, който предвижда:
- Главните управители на двете области се назначават от Високата порта със съгласието на Великите сили за срок от пет години. (Отхвърленият руски проект предвижда главният управител на единната българска област да се избира от местното население). Те може да са турски или чужди поданици, но трябва да са християни.
- Всяка област ще има законодателен орган – събрание, избирано от всички жители на областта над 25 години, имащи определен имуществен ценз.
- Областното събрание избира административна комисия (правителство) към главния управител за срок от четири години.
- Областите запазват 70% от приходите си за свои нужди.
- Създава се местна милиция от християни и мюсюлмани, но в крепостите и градовете остава редовна турска армия.
- Черкезите се изселват от двете области.
- Основна административна единица е кантонът с 5 до 10 хиляди души, прегрупирани според религиозната им принадлежност (християнски и мюсюлмански). Няколко кантона образуват санджак, който се управлява от мютесариф (християнин или мюсюлманин, според мнозинството на населението в санджака), който се назначава от Високата порта.
- Предвижда се Международна надзорна комисия да следи в продължение на една година изпълнението на тези споразумения.

## Историческо значение на Цариградската конференция
На 21 декември изготвеният на конференцията план е връчен на Високата порта. Но междувременно султан Абдул Хамид II назначава за велик везир привърженика на младотурската партия и на конституционното управление Мидхат паша. И на официалното откриване на конференцията на 23 декември 1876 г. Савфет паша става и прогласява „великия акт на промяна на 600-годишната форма на управление на империята. „Негово величество султанът ощастливи империята с конституция.“ С това се заявява началната турска позиция, че конференцията е излишна, тъй като новата конституция дава на империята нужните реформи.
Великите сили отхвърлят турските внушения за ненужност на предложените реформи. На последващите пленарни заседания на конференцията Турция представя възражения и контрапредложения които също са отхвърлени от Великите сили, а опитите за преодоляване на различията остават безуспешни. На 18 януари 1877 Великият везир Мидхат паша обявява окончателния отказ на Турция да приеме решенията на конференцията. Държавите – участнички в конференцията отзовават своите посланици от Цариград.
На 19 (31) март 1877 в Лондон е подписан т.нар. Лондонски протокол – последен дипломатически опит за въздействие върху Османската империя от страна на Великите сили с оглед решаването на проблема по мирен път. Отказът на Високата порта да изпълни решенията на Цариградската посланическа конференция и на Лондонския протокол слага край на мирните опити за решаването на Източния въпрос, и дава повода за Руско-турската война 1877 – 78. Заедно с Априлското въстание, конференцията е решаваща стъпка по пътя към Освобождението. С нейните решения международната общност по най-авторитетен начин легитимира българските стремежи за възстановяване на българската държавност, като очертава и естествените граници на българския етнос към втората половина на деветнайсети век.
Връх Цариград на остров Смит, Южни Шетландски острови е наименуван в чест на Цариградската конференция.